# Paluh Kemiri
Paluh Kemiri is een bestuurslaag in het regentschap Deli Serdang van de provincie Noord-Sumatra, Indonesië. Paluh Kemiri telt 2663 inwoners (volkstelling 2010).